# ویلدرمایمینگ
ویلدرمایمینگ (به آلمانی: Wildermieming) یک منطقهٔ مسکونی در اتریش است که در اینسبروک لند واقع شده‌است. ویلدرمایمینگ ۳۱٫۲۴ کیلومتر مربع مساحت دارد ۸۷۲ متر بالاتر از سطح دریا واقع شده‌است.